# Coppa Mitropa 1992
La Coppa Mitropa 1992 fu la cinquantesima ed ultima edizione del torneo. Fu giocata a Foggia e venne vinta dagli jugoslavi del Borac Banja Luka, alla prima vittoria nella competizione.
La dissoluzione della Jugoslavia e il disinteresse del pubblico misero fine alla manifestazione.

## Partecipanti
| Nazione                   | Squadra             | Campionato                                            |
| ------------------------- | ------------------- | ----------------------------------------------------- |
| Cecoslovacchia (bandiera) | DAC Dunajská Streda | 4º campionato di Cecoslovacchia 1990-91               |
| Jugoslavia (bandiera)     | Borac Banja Luka    | 5º campionato di Jugoslavia 1990-91                   |
| Ungheria (bandiera)       | BVSC Budapest       | 2º campionato d'Ungheria Nemzeti Bajnokság II 1990-91 |
| Italia (bandiera)         | Foggia Calcio       | 1º campionato d'Italia serie B 1990-91                |

## Torneo

### Semifinali
Gare giocate il 27 maggio.
| Squadra 1     | Risultato       | Squadra 2           |
| ------------- | --------------- | ------------------- |
| Foggia Calcio | 2 - 2 (2-4 dtr) | Borac Banja Luka    |
| BVSC Budapest | 0 - 0 (6-5 dtr) | DAC Dunajská Streda |

### Finale
| Arbitro: | Roman Steindl |

| |                      |                                                                                      |
| Almir Filipović 4’                                                                                              | Marcatori            | 67’ Frigyes Tuboly                                                                   |
| Šašivarević Stavljanin Filipović Bilbija Simeunović                                                             | Tiri di rigore 5 – 3 | Nikiforov Iscak Nahóczky Molnár Tuboly                                               |
| Simeunovic Malbasic (Kovacevic) Mataja Bilbija Djukic Kaltak Lipovac Šašivarević Stavljanin Lj. Susic Filipovic | Formazioni           | Erdélyi Szavels Iscak Nikiforov Króner Huszák Molnár Nahóczky Saveljev Tuboly Gracov |

## Classifica marcatori
|  | Gol | Marcatore        | Squadra       |
|  | --- | ---------------- | ------------- |
|  | 2   | Francesco Baiano | Foggia Calcio |